# The Weekly Standard
The Weekly Standard war ein politisches Wochenmagazin in den Vereinigten Staaten von Amerika. Es galt als bedeutendes Sprachrohr des Neokonservatismus in den USA. Ihm wurde Einfluss auf Teile der Bush-Regierung nachgesagt. Seit 2009 wurde das Blatt von dem Milliardär Philip Anschutz finanziert. Am 14. Dezember 2018 kündigten die Besitzer die Einstellung des Magazins an. Die letzte Ausgabe erschien am 17. Dezember 2018.

## Gründung, Geschichte, Personal
Das Magazin wurde 1995 gegründet und gehörte zunächst zu Rupert Murdochs Medienkonzern News Corporation. Die leitenden Redakteure waren William Kristol, Gründer des Magazins und ehemaliger Vorsitzender des mittlerweile aufgelösten Project for the New American Century, sowie Fred Barnes. Der „Weekly Standard“ publizierte auf seiner Internetpräsenz „Daily Standard“ exklusive und tagesaktuelle Kommentare bzw. Beiträge, die nicht im Druck erschienen.
Der „Weekly Standard“ wurde im März 1995 von William Kristol, Fred Barnes und John Podhoretz (dem Sohn von Norman Podhoretz) ins Leben gerufen – nach einem Treffen mit Rupert Murdoch in seiner Residenz in Beverly Hills, bei dem auch David Tell vom Project for the Republican Future anwesend gewesen sein soll. Fred Barnes wechselte von „The New Republic“ zur avisierten Neugründung. John Podhoretz war seinerzeit Fernsehkritiker für das Murdochblatt „New York Post“ – er kehrte aber schon 1997 dorthin wieder zurück, diesmal in den Rollen eines Redakteurs und Kolumnisten. Ursprünglich sollte das Magazin „The American Standard“ heißen, jedoch musste auf Grund markenrechtlicher Gesichtspunkte ein anderer Name gewählt werden. Diese Marke wurde bereits vom führenden amerikanischen Urinalhersteller besetzt.
2009 ging das Magazin an die Clarity Media Group, eine Medienholding im Besitz von Philip Anschutz, über.
Zuletzt arbeiteten 35 Redakteure für das Blatt. Die Mitarbeiter mussten spätestens am 27. Dezember 2018 ihre Schreibtische räumen. Wie die NZZ unter Berufung auf CNN meldete, sei ihnen eine Abfindung unter der Bedingung angeboten worden, dass sie eine Verschwiegenheitserklärung unterzeichnen.

## Erscheinungsort
Das Wochenmagazin erschien in der US-amerikanischen Hauptstadt Washington. Die Büros befanden sich im selben Gebäude wie die des Project for the New American Century und des American Enterprise Institute.

## Ähnliche Publikationen
- Commentary
- National Review